# Bidrottninggelé

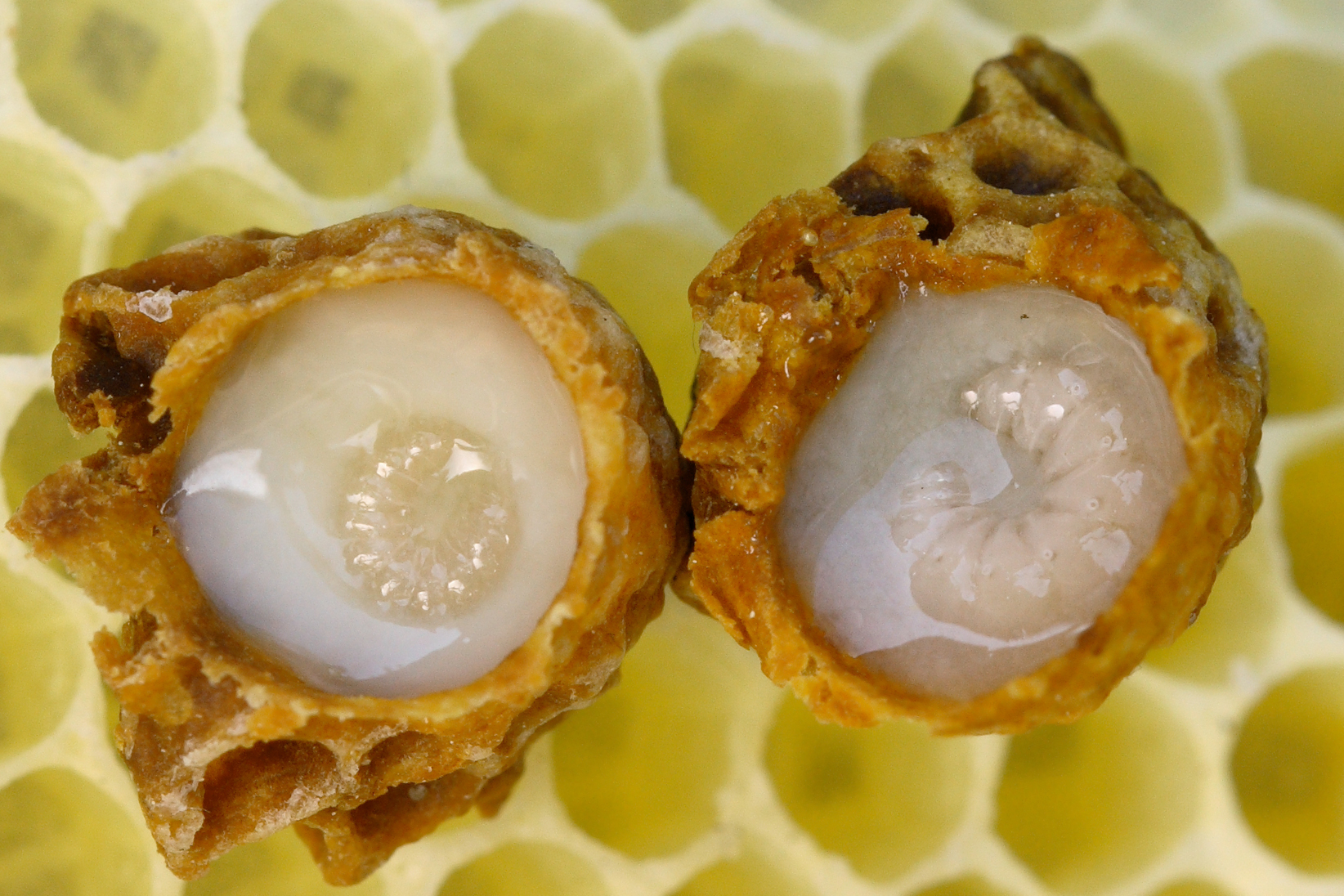
Två drottninglarver i bidrottninggelé.

Bidrottningsgelé, drottninggelé, drottningmjölk eller drottningfodersaft är i första hand föda för bilarver, speciellt blivande bidrottningar, men säljs även som naturmedel till människor under namn som royal jelly och gelée royale.
För människor finns den i form av kosttillskott som kapslar eller flytande vätska, där kapslar är den vanligaste formen. I kapselform finns bidrottninggelé vanligtvis i frystorkat format eller som extrakt. Det är ovanligt att få biverkningar av bidrottninggelé och de flesta sker på grund av allergiska reaktioner. Bidrottninggelé rekommenderas dock inte till gravida eller kvinnor som ammar då denna säkerhet inte fastställts helt än.
Drottninggelé är ett mycket proteinrikt sekret som framställs av de arbetare som vårdar bilarverna. Under de första två till tre dygnen av bilarvernas liv matas alla bilarver med sekretet. Därefter ges det bara till de larver som ska bli nya drottningar, medan de övriga matas med en blandning av nektar och frömjöl. Bidrottningarna kommer alltså från samma typ av ägg som arbetsbina.
Utfodringen med drottninggelé resulterar i att bidrottningen blir i genomsnitt 42% större än de vanliga bina och att hon lever 10-50 gånger längre. Bidrottningen producerar 2,5 gånger sin kroppsvikt av ägg varje dag. Dessa förbättrade egenskaper kopplas till en förändring av det endokrina systemet som en följd av att hon som larv hade matats med mycket bidrottninggelé.